# 曹士杰
曹士杰（1888年—1962年）直隶天津人，中华民国军事将领。曹钧之子，曹锟之侄。

## 生平
曹士杰早年毕业于保定陆军小学堂、北京清河陆军第一中学堂。1914年11月毕业于保定陆军军官学校第一期，与唐生智、杨爱源、李树春为同班同学。初入军队时，在袁世凯自兼团长的模范团任下士。1919年，在曹锟手下任团长。1920年7月直皖战争中，直军获胜。1922年第一次直奉战争中直军获胜。1922年11月13日，曹锟令曹士杰升任陆军第十六混成旅少将旅长。
1923年10月，曹锟贿选大总统。任命曹士杰为总统府卫队旅少将旅长。此后，冯玉祥、孙岳、胡景翼为首的直军将领组成了“三角同盟”。此时正值第二次直奉战争爆发前夕，奉系张作霖秘密拉拢冯玉祥，但曹士杰率重兵保卫总统府，为“三角同盟”发动政变的障碍。孙岳遂建议曹锟，调曹士杰赴保定练兵，由顾海清团长（曹锟的干儿子）代理保卫总统府。此建议获曹锟采纳。
1924年，“三角同盟”发动甲子政变，禁錮了曹锟。曹士杰在保定，得知北京发生事變，大总统曹锟失去自由，随即通电讨伐冯玉祥。但冯玉祥令孙岳逼曹锟在退位书上签字，随即率第十五混成旅开赴保定。经过两天战斗，曹士杰部被冯玉祥军缴械。孙岳软禁曹士杰，逼其交30万元才能获释。最后由曹钧代出10万元贖金，孙岳方释放曹士杰。
此后，曹士杰寓居天津租界。从宁汉分立到宁汉合流时期，唐生智曾多次致电曹士杰，并曾派副官赴天津，请曹士杰出山，但被曹士杰拒绝。曹士杰一直寓居天津，直到1962年逝世，享年74岁。